# Crisia tenuis
Crisia tenuis is een mosdiertjessoort uit de familie van de Crisiidae. De wetenschappelijke naam van de soort is voor het eerst geldig gepubliceerd in 1879 door MacGillivray.